# Ilja Wladimirowitsch Zymbalar
Ilja Wladimirowitsch Zymbalar, russisch Илья́ Влади́мирович Цымбала́рь, (* 17. Juni 1969 in Odessa, Ukrainische SSR, Sowjetunion; † 28. Dezember 2013 ebenda) war ein ukrainischer und russischer Fußballspieler und -trainer.

## Werdegang
Zymbalar spielte seit seiner Jugend für Tschornomorez Odessa und gewann mit diesem Team 1992 den in diesem Jahr zum ersten Mal ausgetragenen ukrainischen Pokalwettbewerb. Zu Beginn der Saison 1993/94 wechselte er nach Russland zu Spartak Moskau. Mit Spartak gewann der Mittelfeldspieler sechsmal die russische Meisterschaft und zweimal den russischen Pokal. Im Jahr 1995 wurde er zum Fußballer des Jahres in Russland gewählt. 2000 spielte er eine Saison lang für Lokomotive Moskau und gewann auch mit diesem Team den russischen Pokal. Seine aktive Karriere beendete er 2002 bei Anschi Machatschkala.
Obwohl Zymbalar im Jahr 1992 bereits drei Länderspiele für die ukrainische Nationalmannschaft gespielt hatte, kam er zwischen 1994 und 1999 noch zu 28 Einsätzen für die Russische Fußballnationalmannschaft. Er nahm für Russland an der Fußball-Weltmeisterschaft 1994 und an der EM 1996 in England teil.
Zymbalar betreute zwischen 2004 und 2006 den FK Chimki als Assistenztrainer und später den FK Nischni Nowgorod und Schinnik Jaroslawl als Cheftrainer.
Er starb am 28. Dezember 2013 im Alter von 44 Jahren vermutlich an einem Herzinfarkt.